# Radiant Sea: A Collection of Bootleg Rarities and Two New Songs
Radiant Sea: A Collection of Bootleg Rarities and Two New Songs – kompilacja utworów zespołu Live. Płyta, wydana 14 września 2007, zawiera koncertowe wersje piosenek z poprzednich wydań, a także dwa nagrania studyjne utworów wcześniej nie publikowanych. Album można nabyć tylko na zorganizowanych koncertach zespołu lub też poprzez internetowy sklep FriendsofLive.com.

## Lista utworów
1. "The Beauty of Gray" – 4:48
2. "Pillar of Davidson" – 6:25
3. "Shit Towne" – 4:26
4. "I Alone" – 6:45
5. "Lakini's Juice" – 5:19
6. "The Distance" – 7:32
7. "The Dolphin's Cry" – 4:40
8. "Nobody Knows" – 4:46
9. "Sweet Release" – 3:14
10. "Overcome" – 4:20
11. "Beautiful Invisible"* – 3:22
12. "Radiant Sea"* – 3:40

(*) nagrania studyjne